# Řecko-římská doba
Řecko-římská doba je období dějin starověkého Egypta, které začalo v roce 332 př. n. l., kdy zde převzal moc Alexandr Veliký, a skončilo rozpadem Římské říše v roce 395. Posledním římským císařem, jehož pobyt v Egyptě byl zaznamenán Maximus Daia (307–324 n. l.). Podle dělení Římské říše v roce 395 připadl Egypt východní části, která se později začala nazývat Byzantská říše. Byzantské období Egypta pak končí v roce 642, kdy byl Egypt dobyt Araby.

## Doba Alexandra Makedonského
V zimě 332/331 př. n. l. vstoupil Alexandr Veliký při svém tažení Perskou říší do Egypta. Místní satrapa Mazakes bez odporu kapituloval. Podle polomýtizujícího životopisu z 2. stol. n. l. se v Ptahově chrámu v Memfidě nechal Alexandr korunovat faraonem. Místními lidmi byl oslavován jako osvoboditel od perské nadvlády.
Aby zamezil soustředění moci, řízení země rozdělil mezi více osob. Egyptskou správu měl na starost Egypťan Doloaspis, daně vybíral Kleomen z Nauratidy, armádu vedli Peukestás a Balakros, námořnictvo Polemon.

### Alexandrovi nástupci
Po smrti Alexandra Velikého 10. června 323 př. n. l. v Babylónu nastaly mezi jeho generály spory o následníka trůnu. Vznikly dva tábory, z nichž jeden chtěl prosadit Alexandrova nevlastního bratra Filipa Arrhidaia a druhý chtěl počkat, zda se Alexandrově manželce Roxaně narodí syn, ten by pak byl nástupcem trůnu.
Nakonec se stal králem Filip III. Arrhidaios (323–327 př. n. l.) a vrchní velitel jízdy Perdikkás se stal po narození Alexandrova syna, Alexandra IV., regentem a faktickým spoluvládcem Filipa. Za odměnu získali vojevůdci, kteří podpořili Perdikka, do své správy provincie Alexandrovy říše. Egypt získal Alexandrův bývalý tělesný strážce Ptolemaios. Ten také dostal přezdívku Sotér („zachránce"), protože nechal zatknout a popravit svého předchůdce Kleomena, který nechal drancovat chrámy a měl na svědomí vysokou míru korupce.
Toto mocenské uspořádání vedlo k válkám diadochů, jak jsou nazývány boje bývalých velitelů Alexandrova vojska o jeho říši. Perdikkás byl v roce 321 př. n. l. zavražděn a Filip Arrhidaios v roce 317 př. n. l. popraven. Po Perdikkově smrti se regentem Alexandra IV. stal Antipatros, ale v Egyptě již fakticky vládl pouze Ptolemaios. Nakonec byl Alexandr IV. v roce 311 př. n. l. se svou matkou Roxanou také zavražděn.

## Ptolemaiovská doba

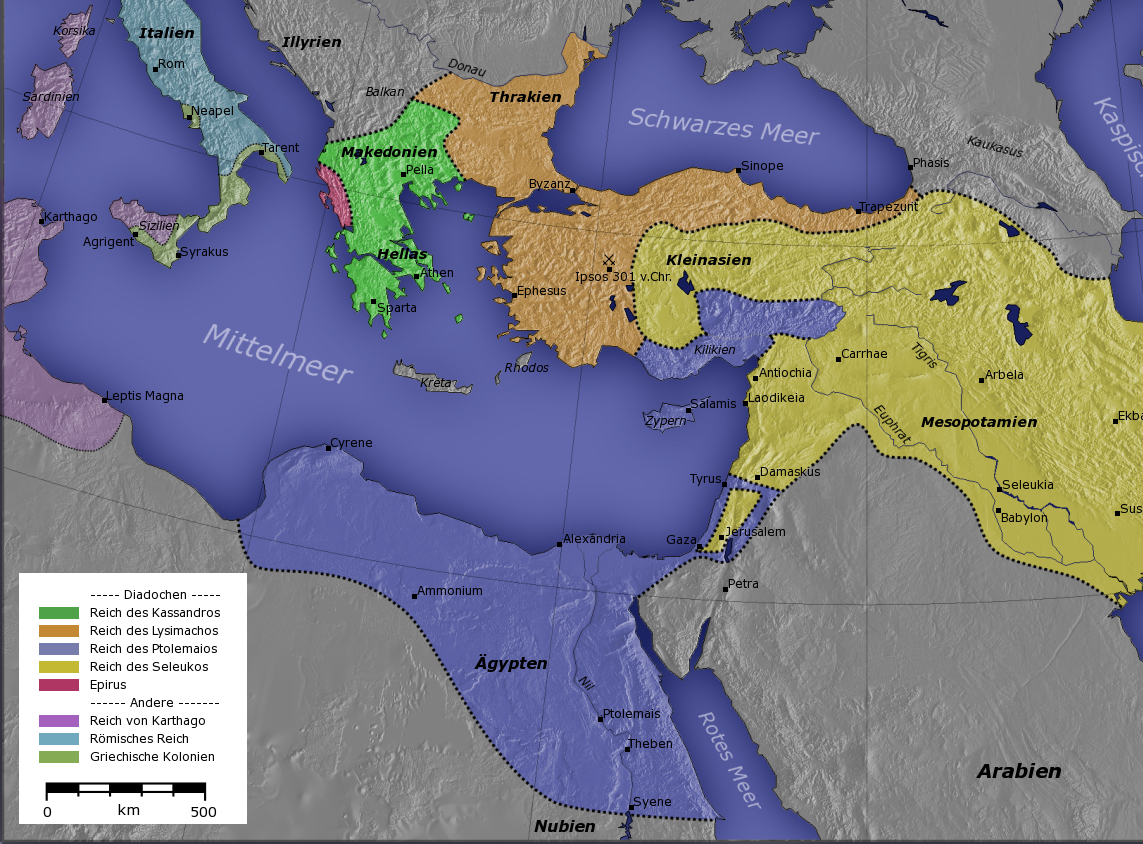
Rozsah Ptolemaiovské říše (znázorněno modře)

Oficiálně se Ptolemaios I. stal egyptským panovníkem v roce 305 př. n. l. Svým nástupem na trůn založil Ptolemaiovskou dynastii. Za jeho vlády a vlády jeho dalších tří následovníků nastal opět vzestup egyptského království. Za vlády Ptolemaia I. začala stavba Alexandrijské knihovny, která se stala centrem vzdělanců. Započal také stavbu majáku na ostrově Faru, který dokončil jeho syn Ptolemaios II. a který patřil mezi sedm divů antického světa.
Ptolemaiovci se pokusili získat nadvládu ve východním Středomoří (oblast vlivu Makedonie) a v Levantu (oblast vlivu Seleukovské říše), což se jim alespoň ve 3. století př. n. l. dařilo. Mocenské boje s Makedonií a se Seleukovci pokračovaly až do roku 30 př. n. l., kdy se Egypt stal římskou provincií. Největší rozlohu za Ptolemaiovců měl Egypt za vlády Ptolemaia III. Euergeta, který panoval v letech 246 až 221 př. n. l.
Postavení Ptolemaiovců však oslabovaly dynastické spory mezi nástupci na egyptském trůně a povstání obyvatel některých měst. Po zavraždění Ptolemaia IV. Filopatóra tak Ptolemaiovský Egypt ztratil Sýrii, opěrný bod v Malé Asii.
Vnitřní boje v Ptolemaiovském příbuzenstvu pokračovaly další generace. Toho začal využívat Řím, který začal postupně vystupovat jako prostředník při řešení těchto sporů a tak se nakonec stal garantem nezávislosti Egypta na úkor jeho území – v roce 96 př. n. l. získal ostrov Kyrenaiku a v roce 58 př. n. l. Kypr 
Poslední z generace Ptolemaiovců Kleopatra VII. nastoupila v roce 51 př. n. l. na trůn pod podmínkou, že si vezme za manžela svého bratra Ptolemaia XIII. Ze zmatků při přebírání moci těžil Julius Caesar, později Marcus Antonius. Po bitvě u Actia, ve které Gaius Octavius porazil Antonia, se stala z Egypta římská provincie Aegyptus.

## Římská doba
V této době přímá správa Egypta spočívala v rukou prefekta ze stavu jezdců (equites), který byl zodpovědný přímo císaři. Egypt byl rozdělen na třicet správních jednotek, které spravoval stratégos. Hlavním vykonavatelem kontroly nad Egyptem však byla armáda, v Egyptě se vždy nacházelo několik legií.
Pro Řím byl Egypt zdrojem zemědělských plodin, hlavně obilí. Egypt byl také zdrojem nerostného bohatství, hlavně porfyru, exotických kamenů a červené asuánské žuly a výrobků ze skla, kovového zboží a zboží z Orientu. Zboží z Orientu – perly, pepř, hedvábí, slonovina, kadidlo, myrha a další koření se dováželo na lodích Rudým mořem a dále kanálem vybudovaným za Ptolemaia II., který spojoval Nil s Hořkými jezery. Lodě byly dále většinou vypravovány z Alexandrie a poté pluly podél severoafrického pobřeží nebo ke Kypru a podél pobřeží Turecka až do Říma.
Po rozdělení Římské říše v roce 395 připadl Egypt východní části, nazývané později Byzantská říše. Egypt se stal definitivně křesťanskou zemí, což vedlo k zapomenutí hieroglyfického písma. Byzantské období Egypta pak končí v roce 642, kdy byl Egypt dobyt Araby.